# Santa Maria in Campitelli
Santa Maria in Campitelli, vollständiger Name Santa Maria in Portico in Campitelli, auch Santa Maria in Portico, ist eine Kirche in Rom. Sie ist zudem eine Titeldiakonie der römisch-katholischen Kirche und Ordenskirche der Regularkanoniker Madre di Dio („Leonardini“) sowie Pfarrkirche. Sie gehört zu den bedeutendsten Bauwerken des römischen Barock und gilt als Hauptwerk Carlo Rainaldis.

## Lage und Namensgebung
Die Kirche steht trotz ihres Namens nicht im X. Rione Campitelli, sondern im benachbarten XI. römischen Rione Sant’Angelo etwa 90 Meter nördlich des Marcellustheaters.
Gleichwohl hat sie ihren Namen vom Stadtteil Campitelli. Den Beinamen verdankt sie dem nahegelegenen Portikus der Octavia und der dritte Name entstand aus einer Kombination der beiden Bezeichnungen. Es gab in der römischen Geschichte bereits eine Kirche mit dem Namen Santa Maria in Portico, diese lag im XII. Rione Ripa und besteht nicht mehr. Ihr ehemaliger Kirchenschatz wurde Teil des Kirchenschatzes der heutigen Kirche.

## Geschichte und Baugeschichte
In der alten Kirche Santa Maria in Portico im Rione Ripa befand sich ein Gnadenbild Marias, das im Pestjahr 1656 in Rom Wunder bewirkt haben soll. Der römische Senat verpflichtete sich, das wundertätige Bild in einem würdigeren Rahmen unterzubringen. Ursprünglich war geplant, es in eine bereits bestehende Marienkirche an der nur wenige Meter von der heutigen Kirche gelegenen Piazza Campizucchi zu überführen. Letztlich entschloss man sich zum Neubau einer Marienkirche zur Unterbringung des Bildes. Damit beauftragt wurde auf Initiative von Papst Alexander VII. Carlo Rainaldi. Er lieferte eine Reihe von Entwürfen, seine Pläne sahen ursprünglich eine auf einem Oval als Grundlage geplante Kirche vor, die Pläne wurden vermutlich aus Kostengründen nicht ausgeführt. Nach erneuter Vorlage von Bauplänen durch Rainaldi wurde die Kirche von 1662 oder 1663 bis 1675 gebaut. Obschon in diesem Jahr geweiht, zogen sich die Arbeiten bis zur endgültigen Ausstattung bis 1725 hin.

## Äußeres
Die Fassade war zu ihrer Zeit eine Neuerung in der Gestaltung von Kirchenfassaden. Typisch für Rainaldi ist die Gestaltung mit Vollsäulen. Die doppelstöckige Fassade ist in der Tiefe in drei Ebenen gegliedert, in der Fläche mit fünf Achsen. Die erste Ebene bildet der über dem mit einem Segmentgiebel versehenen Ädikulaportal mit einem stark hervorspringenden Dreiecksgiebel versehene innere Mittelteil der Fassade. Rainaldi stellte Vollsäulen in die erste Ebene, jeweils links und rechts als Abgrenzung des Mittelteils zu den übrigen Fassadenelementen, dies sowohl im Ober-, wie im Untergeschoss. Die Kapitelle sind eine Variante der korinthischen Ordnung. Im Obergeschoss fügte er über dem Rundbogenfenster eine Jakobsmuschel ein, anstelle des Dreiecksgiebels des Untergeschosses wählte er einen durchbrochenen Segmentgiebel, darunter ist der päpstliche Wappenschild angebracht. Die zweite, die eigentliche Gliederungsebene stellen die Dreiviertelsäulen zur Abgrenzung der Struktur des Hauptschiffs von den vermeintlichen Seitenschiffen bzw. die Eckpilaster der Fassade dar. Diese, durch die Vorspiegelung von Seitenportalen an sich basilikale Gliederung entspricht nicht der Gliederung der Kirche, da diese einschiffig ist. Die dritte Ebene bilden die Wandflächen der Fassade, die Rainaldi noch einmal vertiefte. Im mittleren Teil der Fassade stellte er den entstehenden Flächen jeweils zwei Dreiviertelsäulen voran, im Bereich der vorgetäuschten Seitenportale überwölbte er die Fläche oberhalb dieser mit Fenstern. An den Seiten der Fassade im Obergeschoss sind Voluten zur Vermittlung des Baukörpers in das Untergeschoss angefügt. Anhand des verkröpften Architravs und der Giebel lässt sich die Struktur der Fassade gut erkennen. Grundmann bemerkt hierzu: „Durch die damit verbundenen Vor- und Rücksprünge und durch die Körperlichkeit der Vollsäulen erhält der Gliederungsapparat eine bis dahin ungekannte selbstständige Dominanz“.

## Inneres

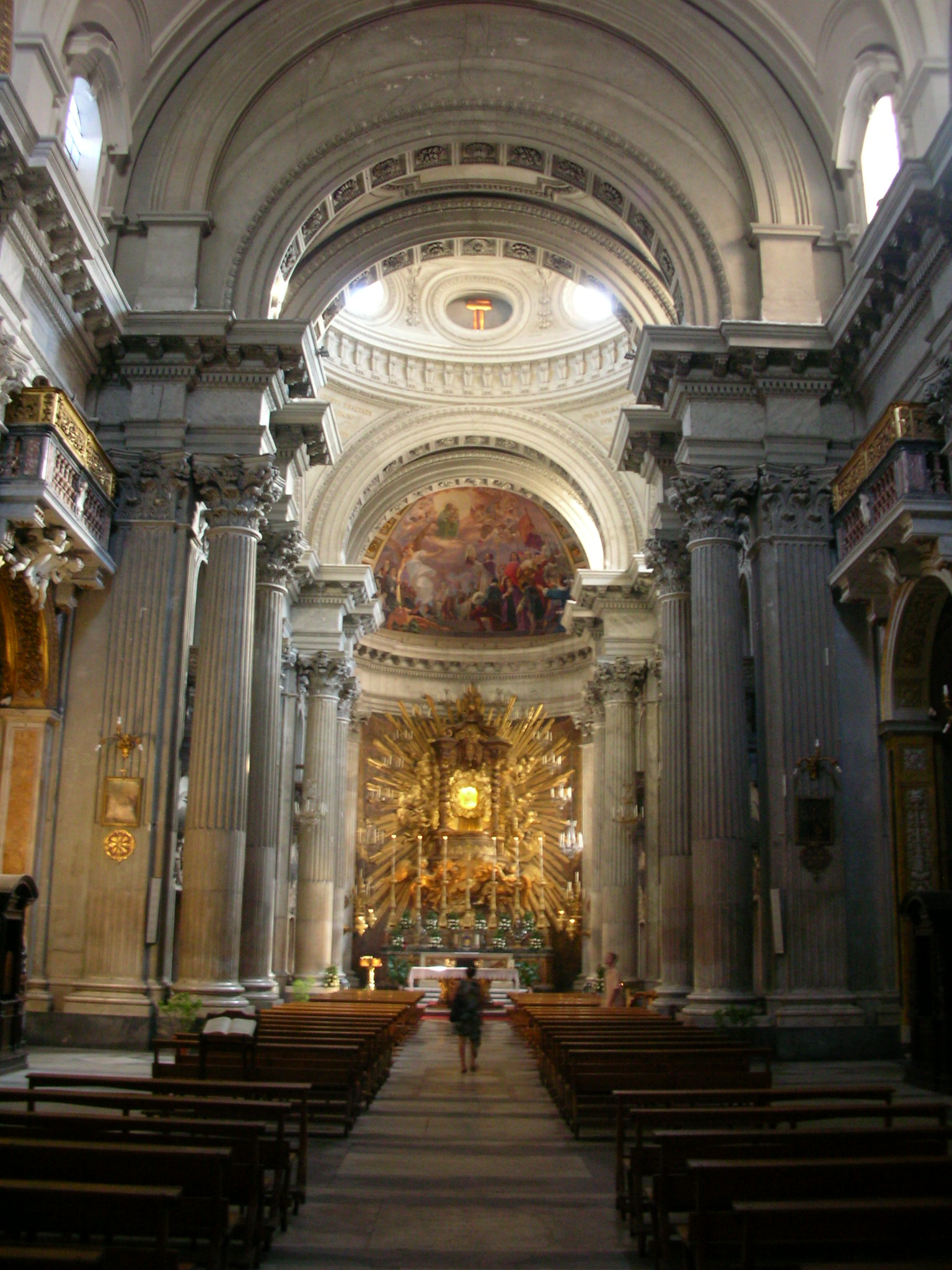
Blick in das Innere

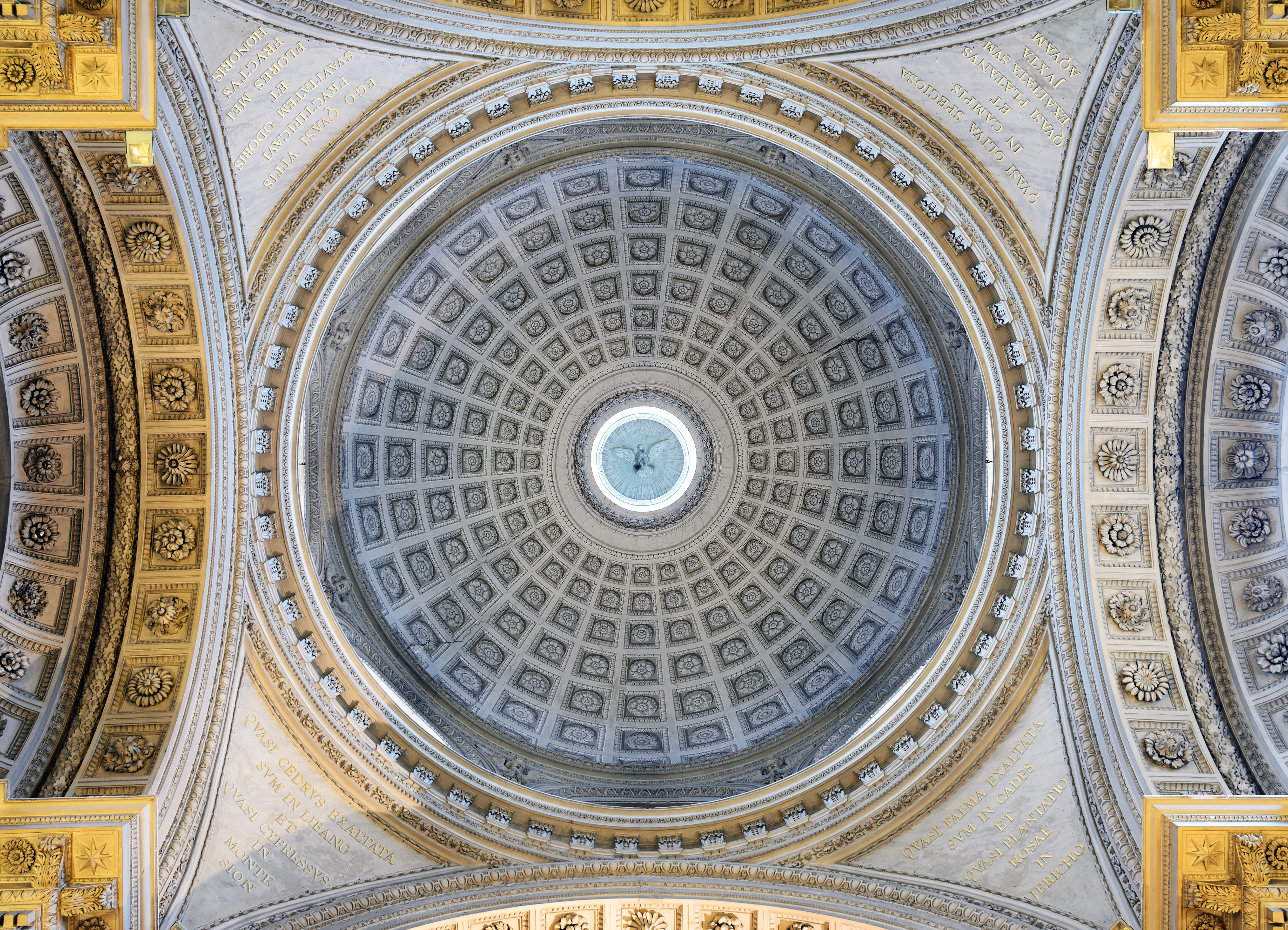
Blick in die Kuppel

Nicht minder kompliziert als die Fassade ist die Grundstruktur der Kirche im Inneren. Der Bau erscheint zunächst als einschiffige Kirche mit Seitenkapellen. Tatsächlich ist der Hauptraum biaxial mit um 90 Grad gedrehten Achsen gestaltet. Die Längsachse dominiert die Länge der Kirche, ihr steht im Hauptraum eine zweite, quergestellte Achse gegenüber. An den Enden dieser länglichen Achse fügte Rainaldi Kapellen mit Altarnischen ein. Zur Abgrenzung der Kapellen fügte er Eckpilaster mit paarweise vorgestellten Vollsäulen ein. So wirken diese Kapellen fast wie Querhausarme inmitten des Hauptraumes. Das Ergebnis ist eine Grundform des Hauptraumes fast in der Form eines griechischen Kreuzes. An den Hauptraum in der Längsachse schließt sich das mit einer flachen Kuppelkonstruktion bedeckte Presbyterium an. Der Übergang zwischen den Raumteilen ist deutlich an der architektonischen Einschnürung zu erkennen. Rainaldi stellt jeweils Vollsäulen nebeneinander, die äußeren zum Hauptraum übernehmen noch die Deckenstruktur der Langhaustonne, die inneren zum Presbyterium folgen der Kuppelstruktur. Die Kuppel wird von querovalen Fenstern durchbrochen. An das Presbyterium schließt sich die halbrunde Apsis an. Die Abgrenzung der Raumteile erfolgt abermals durch eine Einschnürung mit paarweise gestellten Vollsäulen, genauso wie am Übergang des Hauptraumes zum Presbyterium. Die Apsis selbst wird geprägt durch das gewaltige Tabernakel mit der vergoldeten Glorie hinter dem Hauptaltar. Die Lichtwirkung auf diese ergibt sich durch links und rechts seitlich eingefügte, mit Pilastern flankierte große Fenster.
In der Summe der komplizierten Architektur erreichte Rainaldi eine Steigerung der Raumwirkung zum Altarraum hin. Die „außerordentliche szenische Qualität“ des Baues gelang Rainaldi durch die Einstellung von Vollsäulen zur Abgrenzung der eigenständigen Bauteile in der Längssicht und die sich durch die Anordnung und Anzahl der Fenster ergebenden Lichteffekte. Diese Bauform hatte bis dahin in Rom keine Vorbilder, eine ähnliche Bauweise hatten z. B. San Salvatore in Bologna oder San Giuseppe in Mailand, also norditalienische Kirchenbauten. Die durch die Architektur kontrollierte Blickführung wie im Beispiel dieser Kirche wurde im Spätbarock sehr einflussreich.
Letztlich konnte sich dieser von Rainaldi entwickelte Bautyp in Rom nicht durchsetzen. Die Beurteilungen der zeitgenössischen Architekten waren: „Die einen, darunter Argan, interpretierten seine Lösung als revolutionäre Überwindung der typologischen Grenzen zwischen Zentral- und Längsbau, während die anderen, wie etwa Porthogesi, das Bauwerk als gelungenen Kompromiß betrachteten“.

## Ausstattung

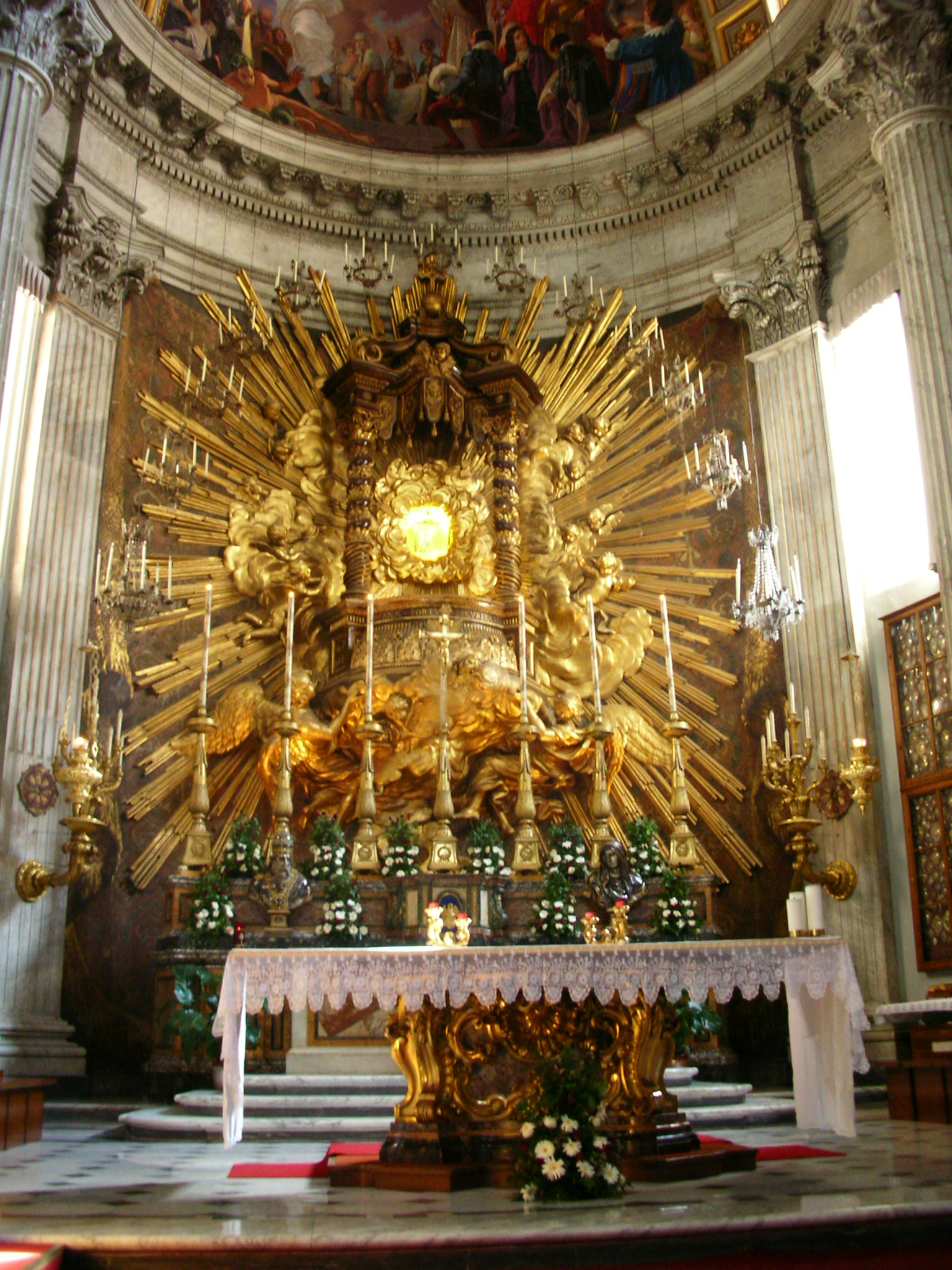
Blick auf den Hauptaltar mit der dahinterliegenden Gloriole

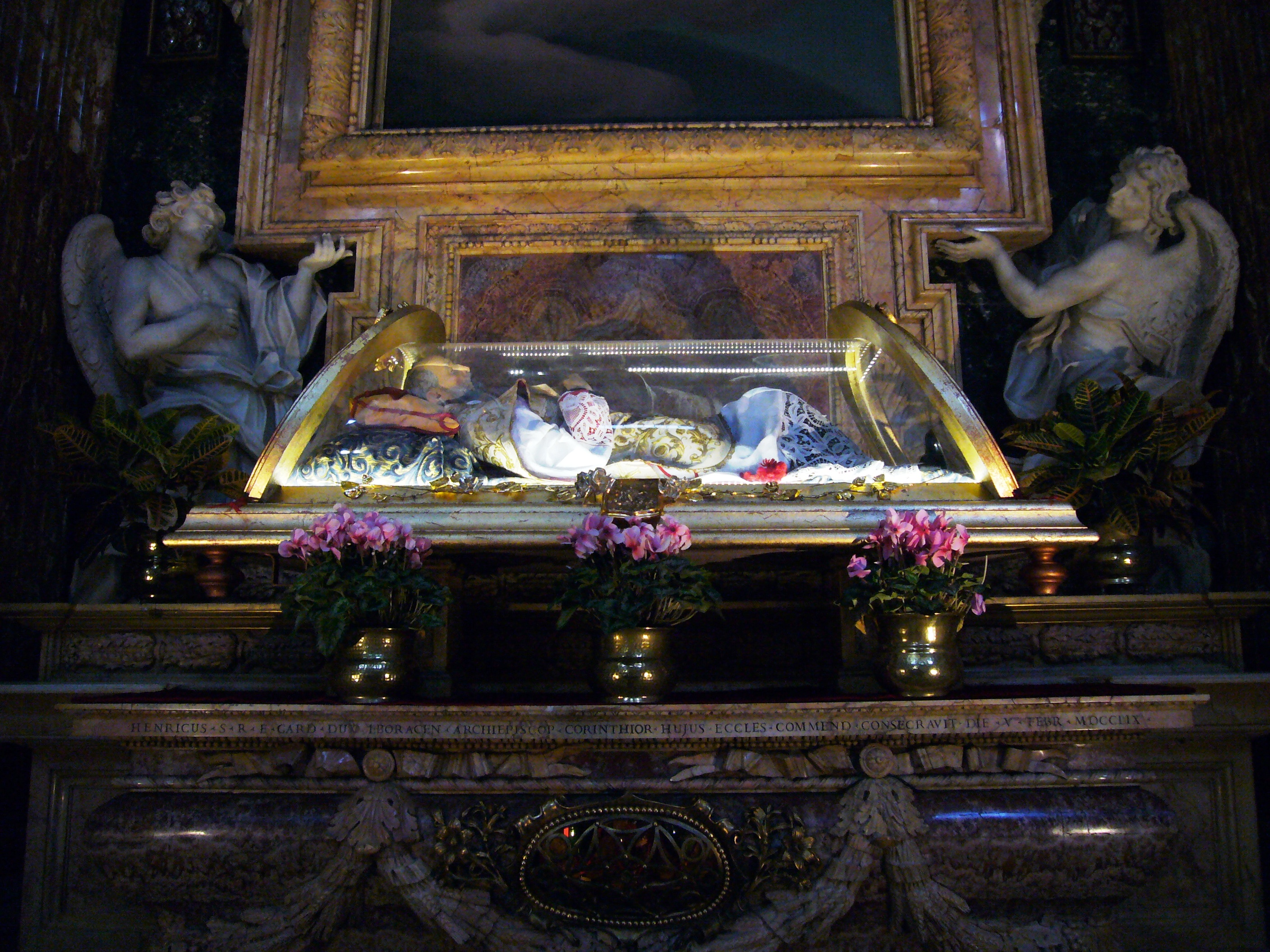
Der gläserne Sarg des Hl. Giovanni Leonardi

Die erste Seitenkapelle rechts enthält das Gemälde des Heiligen Michael von Sebastiano Conca, die nächste auf dieser Seite eine Heilige Anna, geschaffen von Luca Giordano. In der Kirche befindet sich das Grabmal des Kardinals Bartolommeo Pacca, geschaffen von dem Dresdner Bildhauer, Ferdinand Pettrich. Die Kirche enthält auch Plastiken von Lorenzo Ottoni und Giuseppe Mazzuoli.
Das Gnadenbild in der Mitte des Tabernakels hinter dem Hauptaltar ist eine Emailarbeit, geschaffen nach französisch-rheinischen Vorbildern, möglicherweise aber auch aus der Gegend von Limoges, vielleicht ist es eine römische Arbeit. Das Datum der Entstehung ist ebenso nicht bekannt, genannt werden das 10., 11. oder das frühe 13. Jahrhundert. Es zeigt die ebenso wie das von ihr gehaltene Jesuskind vergoldete Madonna in einem von einer Arkade überwölbten blauen Hintergrund mit goldenen Ranken, möglicherweise Öl- oder Eichenzweige. In die vom Arkadenbogen links und rechts oberhalb der Mariendarstellung freigelassenen Felder sind Darstellungen der Heiligen Petrus und Paulus eingefügt. Das Tabernakel selbst ist von Berninis Cathedra Petri im Petersdom angeregt, es wurde nach Entwürfen von Giovanni Antonio de’ Rossi durch Melchiore Cafà und Ercole Ferrata im Jahr 1667 geschaffen.
Der Kirchenschatz enthält ein in Silber getriebenes und teilvergoldetes Reliquienkreuz des 12. Jahrhunderts. Nach der Inschrift wurde es von einem römischen Goldschmied mit Namen Gregorius und seiner Frau Benedetta zur Einlösung eines Gelübdes geschaffen. Als weitere Besonderheit enthält ein Armreliquiar Reliquien des Heiligen Marcellinus und stammt aus dem frühen 13. Jahrhundert. Das Behältnis ist aus Silber getrieben, der reichverzierte Sockel ist vergoldet. Es ist eines von einer Handvoll überlieferter mittelalterlicher Kunstwerke, die den Echtheitsstempel der Stadt Rom tragen.
In der Kirche ist der Gründer des Ordens der Madre de Dio, der Heilige Giovanni Leonardi in einem gläsernen Sarg beigesetzt. Er wurde von Papst Pius XI. 1938 heiliggesprochen.